# Abóbora de caboclo

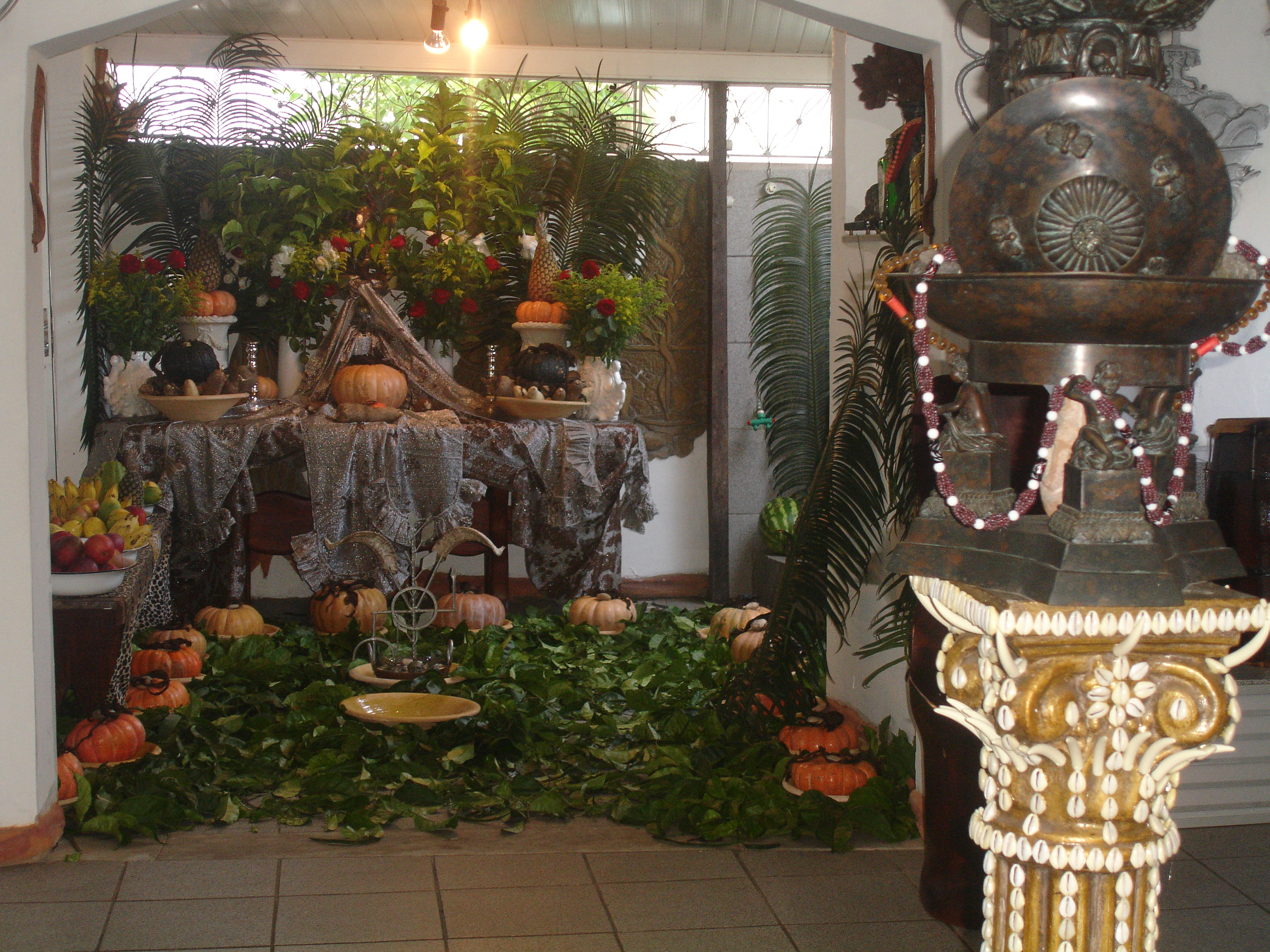
Oferenda para Caboclo, Ancestral indígena candomblé.

Abóbora de caboclo é um nome da comida ritual votiva, pertinente a vários tipos de caboclos, sempre vista em suas festas e oferendas no candomblé de caboclo.
Geralmente a abóbora "jerimum", "moranga" ou "guiné" é cozida inteira, tirada de um pedaço arredondado na parte superior por onde é recheada com fumo de rolo, mel de abelha, vinho e ornada com folha da costa, depois oferendada aos ancestrais indígena e caboclo.